# Jay Novello
Pour les articles homonymes, voir Novello (homonymie).
Michael Romano — né le 22 août 1904 à Chicago (Illinois), mort le 2 septembre 1982 à Los Angeles (quartier de North Hollywood, Californie) — est un acteur américain d'ascendance italienne, connu sous le nom de scène de Jay Novello.

## Biographie
Au cinéma, Jay Novello tient des seconds rôles de caractère (ou des petits rôles non crédités) dans quatre-vingt-huit films américains — parfois en coproduction —, le premier étant le serial The Jade Box de Ray Taylor (avec Louise Lorraine et Jack Perrin), sorti en 1930.
Ultérieurement, mentionnons L'aventure commence à Bombay de Clarence Brown (1941, avec Clark Gable et Rosalind Russell), Les Amants traqués de Norman Foster (1948, avec Joan Fontaine et Burt Lancaster), Orgueil et Passion de Stanley Kramer (1957, avec Cary Grant, Frank Sinatra et Sophia Loren), Milliardaire pour un jour de Frank Capra (1961, avec Glenn Ford et Bette Davis), ou encore L'Enquête de Gordon Douglas (1965, avec Carroll Baker et George Maharis).
Son dernier film est La Théorie des dominos de Stanley Kramer (avec Gene Hackman et Candice Bergen), sorti en 1977.
Pour la télévision, Jay Novello participe à cent-treize séries américaines entre 1951 et 1976, dont Zorro (cinq épisodes, 1958), Les Aventuriers du Far West (trois épisodes, 1965-1968) et L'Homme de fer (un épisode, 1971).
S'y ajoutent deux téléfilms diffusés respectivement en 1958 et 1965.

## Filmographie partielle

### Cinéma
- 1930 : The Jade Box de Ray Taylor (serial) : Cultiste
- 1936 : C'était inévitable (It Had to Happen) de Roy Del Ruth : Santoro
- 1938 : L'Apprenti gangster (Tenth Avenue Kid) de Bernard Vorhaus : Hobart
- 1938 : Des hommes sont nés (Boys Town) de Norman Taurog : un gangster

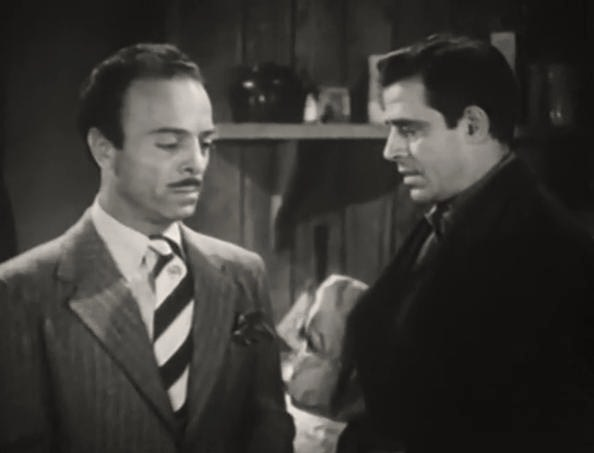
Avec Jack La Rue (à d.), dans Swamp Woman (1941)

- 1938 : Trompe-la-mort (Flirting with Fate) de Frank McDonald : Manuel Del Valle
- 1939 : Sous faux pavillon (Calling All Marines) de John H. Auer : Lefty
- 1939 : Au service de la loi (Sergeant Maden) de Josef von Sternberg : un prisonnier dans le train
- 1940 : The Border Legion de Joseph Kane : Santos, un comparse
- 1941 : L'aventure commence à Bombay (They Met in Bombay) de Clarence Brown : Bolo
- 1941 : Two Gun Sheriff de George Sherman : Marc Albo
- 1941 : Citadel of Crime de George Sherman : Vince
- 1941 : Swamp Woman d'Elmer Clifton : « Flash » Brand
- 1942 : Broadway de William A. Seiter : Eddie
- 1942 : Le Mystérieux Docteur Broadway (Dr Broadway) d'Anthony Mann : Greeny
- 1944 : Les Mains qui tuent (Phantom Lady) de Robert Siodmak : Anselmo
- 1944 : Les Fils du dragon (Dragon Seed) de Jack Conway et Harold S. Bucquet : un soldat japonais
- 1945 : Rhapsodie en bleu (Rhapsody in Blue) d'Irving Rapper : un chef d'orchestre
- 1945 : Laurel et Hardy toréadors (The Bullfighters) de Malcolm St. Clair : Luis, le maître d'hôtel
- 1948 : Les Amants traqués (Kiss the Blood Off My Hands) de Norman Foster : le capitaine du Pelicano
- 1949 : Pas de pitié pour les maris (en)  (Tell It to the Judge) de Norman Foster : Gancellos
- 1951 : Les Pirates de Macao (Smuggler's Island) d'Edward Ludwig : Espinosa
- 1951 : Sirocco de Curtis Bernhardt
- 1952 : L'Homme à l'affût (The Snipper) d'Edward Dmytryk : Pete
- 1952 : La Captive aux yeux clairs (The Big Sky) d'Howard Hawks : un trappeur
- 1952 : Le Miracle de Fatima (The Miracle of Our Lady of Fatima) de John Brahm : António dos Santos
- 1952 : La Maîtresse de fer (The Iron Mistress) de Gordon Douglas : le juge Crain
- 1953 : La Tunique (The Robe) d'Henry Koster : Tiro
- 1953 : Tempête sous la mer (Beneath the 12-Mile Reef) de Robert D. Webb : Sinan
- 1954 : Le tueur porte un masque (The Mad Magician) de John Brahm Frank Prentiss
- 1954 : Chasse au gang (Crime Wave) d'André de Toth : Dr Otto Hessler
- 1954 : La Sirène de Bâton Rouge (The Gambler from Natchez) de Henry Levin : René Garonne
- 1955 : Le Fils prodigue (The Prodigal) de Richard Thorpe : un marchand
- 1955 : Le Fils de Sinbad (Son of Sinbad) de Ted Tetzlaff : Jiddah
- 1956 : Jaguar de George Blair
- 1956 : L'Homme de Lisbonne (Lisbon) de Ray Milland : l'inspecteur Joao Casimiro Fonseca
- 1957 : Orgueil et Passion (The Pride and the Passion) de Stanley Kramer : Ballinger
- 1958 : Vacances à Paris (The Perfect Furlough) de Blake Edwards : René Valentin
- 1959 : L'Aventurier du Rio Grande (The Wonderful Country) de Robert Parrish : Diego Casas
- 1960 : Le Monde perdu (The Lost World) d'Irwin Allen : Costa
- 1960 : This Rebel Breed (en) de Richard L. Bare et William Rowland : Papa Montalvo
- 1961 : Atlantis, terre engloutie (Atlantis the Lost Continent) de George Pal : Xandros, l'esclave grec
- 1961 : Milliardaire pour un jour (Pocketful of Miracles) de Frank Capra : Cortego
- 1962 : Les Fuyards du Zahrain (Escape from Zahrain) de Ronald Neame : Hassan
- 1963 : Les Pieds dans le plat (The Man from the Diner's Club) de Frank Tashlin : Mooseghian
- 1965 : L'Enquête (Sylvia) de Gordon Douglas : le père Gonzales
- 1965 : Le Coup de l'oreiller (A Very Special Favor) de Michael Gordon : René, l'avocat français
- 1966 : Qu'as-tu fait à la guerre, papa ? (What Did You Do in the War, Daddy?) de Blake Edwards : le maire Romano
- 1967 : Gros coup à Pampelune (The Caper of the Golden Bulls) de Russell Rouse : Carlos
- 1969 : The Comic de Carl Reiner : Miguel
- 1977 : La Théorie des dominos (The Domino Principle) de Stanley Kramer : le capitaine Ruiz

### Télévision
(séries)
- 1955-1956 : Crusader
  - Saison 1, épisode 9 The Way Out (1955 - le lieutenant Tarner) de John English et épisode 24 Helltown, U.S.A. (1956 - Bruno Menotti) d'Herschel Daugherty
- 1955-1956 : Le Choix de... (Screen Directors Playhouse)
  - Saison unique, épisode 6 Life of Vernon Hathaway (1955 - Lucius Morley) de Norman Z. McLeod et épisode 23 Markheim (1956 - un commerçant) de Fred Zinnemann
- 1957-1958 : Rintintin (The Adventure of Rin Tin Tin)
  - Saison 3, épisode 38 The Gentle Kingdom (1957) : Carlos De La Marca
  - Saison 4, épisode 20 Spanish Gold (1958) : Enrique Contrerez
- 1957-1960 : Maverick
  - Saison 1, épisode 3 According to Hoyle (1957 - Henry Tree) de Budd Boetticher et épisode 24 Plunder of Paradise (1958 - Paco Torres) de Douglas Heyes
  - Saison 2, épisode 1 The Day They Hanged Bret Maverick (1958) de Douglas Heyes : le coroner Oliver Poole
  - Saison 3, épisode 16 The Marquessa (1960) d'Arthur Lubin : Pepe
- 1958 : Zorro
  - Saison 1, épisode 35 Le nœud coulant se resserre (The Tightening Noose) de Charles Barton, épisode 36 Les Regrets du sergent (The Sergeant Regrets) de Charles Barton, épisode 37 L'aigle s'envole (The Eagle Leaves the Nest) de Charles Barton, épisode 38 Bernardo face à la mort (Bernardo Faces Death) de Charles Barton, et épisode 39 La Fuite de l'aigle (The Eagle's Flight) de Charles Barton : Juan Greco
- 1959 : Sugarfoot
  - Saison 2, épisode 19 Small Hostage : Pepe Valdez
- 1959-1962 : 77 Sunset Strip
  - Saison 1, épisode 27 Honey from the Bee (1959) de George Waggner : Yegor Danilov
  - Saison 2, épisode 18 Ten Cents a Death (1960) de George Waggner : M. Neidorf
  - Saison 3, épisode 6 The Negotiable Blonde (1960 - Packer) et épisode 32 The 6 Out of 8 Caper (1961 - Wilmer Zaleski)
  - Saison 4, épisode 4 The Inverness Cape Caper (1961) : Wendall Holbrook / Jason Plumston
  - Saison 5, épisode 1 The Reluctant Spy (1962) de Paul Landres : Rudolf Weisner
- 1960 : La Grande Caravane (Wagon Train)
  - Saison 3, épisode 14 The Lita Foladaire Story de Jerry Hopper : Carlotti
- 1960 : Bat Masterson
  - Saison 2, épisode 37 Barbary Castle d'Alan Crosland Jr. : le capitaine Angus McLeod
- 1960 : Aventures dans les îles (Adventures in Paradise)
  - Saison 2, épisode 8 Pour une perle (One Little Pearl) de Robert Florey : Willoughby
- 1960-1961 : Hong Kong
  - Saison unique, épisode 6 The Jumping Dragon (1960 - Victor) de Jus Addiss et épisode 25 The Innocent Exile (1961 - Perrera)
- 1962 : Perry Mason, première série
  - Saison 5, épisode 17 The Case of the Captain's Coins : Nickolas Trevelian
- 1963 : Les Incorruptibles (The Untouchables)
  - Saison 4, épisode 22 Le Garçon boucher (The Butcher's Boy) : Gino Romaldi
- 1963 : Au-delà du réel (The Outer Limits)
  - Saison 1, épisode 13 Attraction pour touristes (Tourist Attraction) de László Benedek : le professeur Arivello
- 1963-1964 : L'Extravagante Lucy (The Lucy Show)
  - Saison 2, épisode 5 Lucy and the Safe Cracker (1963 - M. Bundy) de Jack Donohue et épisode 24 Lucy Meets a Millionaire (1965 - Tony DiBello) de Jack Donohue
- 1965 : Sur le pont, la marine ! (McHale's Navy)
  - Saison 4, épisode 1 War Italian Style, épisode 3 Marriage, McHale Style, épisode 6 Piazza Binghamtoni, épisode 8 Voltafiore Fish-Fry, épisode 10 Vino, Vino, What's Got the Vino?, épisode 11 The McHale Opera Company, et épisode 12 The Good Luck Fountain : le maire Mario Lugatto
- 1965-1966 : Les Espions (I Spy)
  - Saison 1, épisode 8 À couteaux tirés (The Time of the Knife, 1965) de Paul Wendkos : Corday
  - Saison 2, épisode 5 Le Cadeau d'Alexandre (A Gift for Alexander, 1966) d'Alf Kjellin : Kraus
- 1965-1968 : Les Aventuriers du Far West (Death Valley Days)
  - Saison 13, épisode 14 A Bell for Volcano (1965) de Lee Sholem : Jack Harris
  - Saison 16, épisode 3 Let My People Go (1967 - le père Rodriguez) et épisode 14 Count Me In, Count Me Out (1968) de Jean Yarbrough
- 1965-1969 : Bonanza
  - Saison 6, épisode 17 Woman of Fire (1965) de William F. Claxton : Don Miguel
  - Saison 11, épisode 4 A Lawman's Lot Is Not a Happy One (1969) : Fairfax
- 1968 : Commando du désert (The Rat Patrol)
  - Saison 2, épisode 19 The Decoy Raid : LaDuc
- 1968 : Lassie
  - Saison 14, épisode 24 Escape to Danger de Jack Hively : Tom Whitney
- 1968 : Les Aventures imaginaires de Huckleberry Finn (The New Adventures of Huckleberry Finn)
  - Saison unique, épisode 2 Huck of La Mancha (voix)
- 1968-1975 : Mannix
  - Saison 1, épisode 21 Eight to Five, It's a Miracle (1968) : Rico Pucci Sr.
  - Saison 8, épisodes 20 et 21 Bird of Prey, Parts I-II (1975) de Michael O'Herlihy
- 1969 : Cher oncle Bill (Family Affair)
  - Saison 3, épisodes 19, 20 et 21 Lost in Spain, Parts I-II-III, de Charles Barton : Tio Dichoso
- 1969-1971 : La Nouvelle Équipe (The Mod Squad)
  - Saison 2, épisode 14 The Debt (1969) de Jerry Jameson : Franz Kovacs
  - Saison 3, épisode 23 We Spy (1971) de Lawrence Dobkin : Dr Wilson
- 1971 : L'Homme de fer (Ironside)
  - Saison 4, épisode 23 L'Accident (Accident) de Don McDougall
- 1972 : Sur la piste du crime (The FBI)
  - Saison 7, épisode 22 The Test de Michael O'Herlihy : Half and Half
- 1973 : Un shérif à New York (McCloud)
  - Saison 3, épisode 5 The Million Dollar Round Up de Douglas Heyes : Cesare Cimarosa
- 1973 : Les Rues de San Francisco (The Streets of San Francisco)
  - Saison 2, épisode 3 Pour l'amour de Dieu (For the Love of God) de Virgil W. Vogel
- 1976 : Kojak, première série
  - Saison 3, épisode 19 Le Chasseur de primes (A Grave to Stoone) de Daniel Haller